# Alerta (1818)
La goleta Alerta fue un buque corsario al servicio de las Provincias Unidas del Río de la Plata durante la lucha por la independencia.

## Historia
La goleta mercante española Nuestra Señora de las Mercedes (alias La Corsa) de 170 toneladas de porte con aparejo de goleta de gavia y de robusta construcción fue capturada el 29 de junio de 1817 en operación conjunta por los corsarios Independencia del Sur (Diego Chaytor) y General San Martín (Dieter).
El dato, con sustento documental, coincide en Carranza y Rodríguez. Para otros autores (Bealer, Currier) se trataba de un buque español luego empleado como corsario norteamericano en la guerra de 1812 con Gran Bretaña. En carta del embajador español en Washington, Luis de Onís, refiere que la Alerta es un buque español capturado por los corsarios y comandada por el capitán Chaitor, pero en su "lista de los buques que han sido armados en los Puertos de los Estados Unidos" del 20 de abril de 1818 menciona una goleta Alerta, alias Morelos, al mando del capitán Senet, armada en Barataria y que operaba en aguas de México.
Alistada parcialmente en Baltimore, Estados Unidos, pasó a Buenos Aires, donde fue declarada buena presa y rematada, siendo adquirida por un consorcio integrado por Adam Guy, Juan Higinbothom, Juan Pedro Aguirre, Diego Chaytor y otros armadores, actuando como fiador Tomás Stevenson.
El 24 de febrero de 1818 recibió patente de corso N° 124 y tras finalizar sus preparativos zarpó el 24 de marzo de 1818 hacia el Atlántico Norte para operar junto al Independencia del Sur y el Vigilancia (Jorge Ross). 
Su comandante era el sargento mayor de marina Daniel Chaytor, hijo de Diego Chaytor, secundado por el capitán Juan Wightman, el teniente 1° Lyman Osburn, los tenientes Juan Swift, Juan H.Wood, Juan Cabe y Juan Murphy y el teniente Guillermo D.Young al mando de la tropa. Estaba artillada con 9 cañones de a 12 y la tripulación era de 90 hombres, la mayoría criollos.
Una de sus presas fue la polacra Regla con carga de azogue, ingresada al puerto de Nueva Orleáns.
En julio de 1818 ingresó al puerto de Baltimore con varias presas, que fueron rematadas allí sin oposición de la justicia local.
En agosto de ese año inició desde el citado puerto estadounidense un segundo crucero con el Independencia del Sur (Juan Grennolds) y la Vigilancia en aguas del golfo de Cádiz. Durante esas operaciones, murió su comandante Daniel Chaytor. El 3 de mayo de 1819 su armador en Buenos Aires solicitó la cancelación de su patente lo que fue concedido por el gobierno.